# GMSK
GMSK (англ. Gaussian Minimum Shift Keying) —  гаусівська двохпозиційна частотна маніпуляція з мінімальним зсувом. 

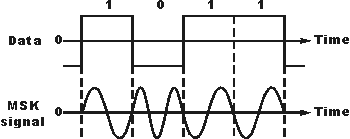

GMSK має дві особливості, одна з яких — мінімальний зсув, інша — гаусівська фільтрація. Обидві особливості спрямовані на звуження смуги частот, займаної GMSK-сигналом. Використання GMSK в системі стільникового радіозв'язку GSM регламентується стандартом ETSI (Європейський інститут телекомунікаційних стандартів)
Ширина спектра сигналу GMSK визначається добутком тривалості переданого символу на смугу пропускання гаусівського фільтра. Саме смугою пропускання і відрізняються різні види GMSK один від одного.